# NGC 4575
NGC 4575 é uma galáxia espiral barrada (SBbc) localizada na direcção da constelação de Centaurus. Possui uma declinação de -40° 32' 15" e uma ascensão recta de 12 horas, 37 minutos e 51,1 segundos.
A galáxia NGC 4575 foi descoberta em 8 de Junho de 1834 por John Herschel.